# Gare de Rochy-Condé
Gare de Rochy-Condé vasútállomás Franciaországban, Rochy-Condé településen.

## Vasútvonalak
Az állomást az alábbi vasútvonalak érintik:
- Creil-Beauvais-vasútvonal
- Rochy-Condé–Soissons-vasútvonal

## Kapcsolódó állomások
A vasútállomáshoz az alábbi állomások vannak a legközelebb:
- Gare de Montreuil-sur-Thérain
- Gare de Beauvais